# Årets fotbollsmål (Tyskland)
Årets mål eller årets fotbollsmål (tyska Tor des Jahres), är ett individuellt pris som ges till den spelare som gjort det mest uppseendeväckande eller viktiga målet i eller för Tyskland under året. Klaus Fischer har vunnit titeln tre gånger. Hans bicicleta från den 16 november 1977 i en landskamp mot Schweiz blev också valt till Århundradets mål. 

## Vinnare

### Årets mål
- 1971 Ulrik Le Fevre (Borussia Mönchengladbach)
- 1972 Günter Netzer och Gerd Müller (Tysklands herrlandslag)
- 1973 Günter Netzer (Borussia Mönchengladbach)
- 1974 Erwin Kostedde (Kickers Offenbach)
- 1975 Klaus Fischer (FC Schalke 04)
- 1976 Gerd Müller (FC Bayern München)
- 1977 Klaus Fischer (Tysklands herrlandslag)
- 1978 Rainer Bonhof (Tysklands herrlandslag)
- 1979 Harald Nickel (Borussia Mönchengladbach)
- 1980 Karl-Heinz Rummenigge (FC Bayern München)
- 1981 Karl-Heinz Rummenigge (Tysklands herrlandslag)
- 1982 Klaus Fischer (Tysklands herrlandslag)
- 1983 Jürgen Wilhelm (Hassia Bingen)
- 1984 Daniel Simmes (Borussia Dortmund)
- 1985 Pierre Littbarski (1. FC Köln)
- 1986 Stefan Kohn (DSC Arminia Bielefeld)
- 1987 Jürgen Klinsmann (VfB Stuttgart)
- 1988 Jürgen Wegmann (FC Bayern München)
- 1989 Klaus Augenthaler (FC Bayern München)
- 1990 Lothar Matthäus (Tysklands herrlandslag)
- 1991 Andreas Müller (FC Schalke 04)
- 1992 Lothar Matthäus (FC Bayern München)
- 1993 Augustine "Jay-Jay" Okocha (Eintracht Frankfurt)
- 1994 Bernd Schuster (Bayer 04 Leverkusen)
- 1995 Jean-Pierre Papin (FC Bayern München)
- 1996 Oliver Bierhoff (Tysklands herrlandslag)
- 1997 Lars Ricken (Borussia Dortmund)
- 1998 Olaf Marschall (1. FC Kaiserslautern)
- 1999 Giovane Élber (FC Bayern München)
- 2000 Alex Alves (Hertha Berlin)
- 2001 Kurt Meyer (Blau Weiß Post Recklinghausen)
- 2002 Benjamin Lauth (Tysklands herrlandslag)
- 2003 Nia Künzer (Tysklands damlandslag)
- 2004 Klemen Lavrič (Dynamo Dresden)
- 2005 Kasper Bøgelund (Borussia Mönchengladbach)
- 2006 Oliver Neuville (Borussia Mönchengladbach)
- 2007 Diego (SV Werder Bremen)
- 2008 Michael Ballack (Tysklands herrlandslag)
- 2009 Grafite (VfL Wolfsburg)
- 2010 Michael Stahl (TuS Koblenz)
- 2011 Raúl (FC Schalke 04)
- 2012 Zlatan Ibrahimović (Sveriges herrlandslag)
- 2013 Raúl och Julian Draxler (FC Schalke 04)
- 2014 Mario Götze (Tysklands herrlandslag)
- 2015 Carsten Kammlott (FC Rot-Weiß Erfurt)
- 2016 Marcel Risse (1. FC Köln)
- 2017 Lukas Podolski (Tysklands herrlandslag)
- 2018 Nils Petersen (SC Freiburg)
- 2019 Marcel Hartel (1. FC Union Berlin)
- 2020 Valentino Lazaro (Borussia Mönchengladbach)
- 2021 Gerrit Holtmann (VfL Bochum)
- 2022 Lukas Podolski (Górnik Zabrze)

### Decenniets mål
- 1970-talet: Klaus Fischer (1977)
- 1980-talet: Klaus Augenthaler (1989)
- 1990-talet: Bernd Schuster (1994)
- 2000-talet: -
- 2010-talet: Mario Götze (2014)

### Århundradets mål
- Klaus Fischer (1970-talet)